# Phryxus caicus
Phryxus caicus is een vlinder uit de familie van de pijlstaarten (Sphingidae). De wetenschappelijke naam van de soort werd in 1777 gepubliceerd door Pieter Cramer.

Phryxus caicus  ♀
Phryxus caicus  ♀ △